# 6074 Bechtereva
A 6074 Bechtereva (ideiglenes jelöléssel 1968 QE) a Naprendszer kisbolygóövében található aszteroida. Tamara Mihajlovna Szmirnova fedezte fel 1968. augusztus 24-én.